# Normal matris
En normal matris är inom matematik en matris som kommuterar med sitt hermiteska konjugat. Normala matriser är alltid diagonaliserbara, enligt spektralsatsen.

## Definition
En kvadratisk matris A kallas normal om:
{\displaystyle A^{H}A=AA^{H}}
Där {\displaystyle A^{H}} är det hermiteska konjugatet till A. 

## Exempel
Exempel på matriser som är normala är alla unitära och hermiteska (för komplexa matriser) och alla symmetriska och ortogonala matriser (för reella matriser).
Att reella symmetriska matriser är normala följer av att (då matrisen är reell blir det hermiteska konjugatet bara transponat):
{\displaystyle A^{T}A=AA=AA^{T}}
För unitära matriser ({\displaystyle A^{H}=A^{-1}}) följer det av att:
{\displaystyle A^{H}A=A^{-1}A=I=AA^{-1}=AA^{H}}
Dock behöver inte normala matriser vara hermiteska eller unitära. Exempel:
{\displaystyle A={\begin{pmatrix}1&1&0\\0&1&1\\1&0&1\end{pmatrix}}}
{\displaystyle A} är normal, men varken hermitesk eller unitär.
{\displaystyle A^{H}A=AA^{H}={\begin{pmatrix}2&1&1\\1&2&1\\1&1&2\end{pmatrix}}}

## Ekvivalenta formuleringar
Det finns många ekvivalenta formuleringar av villkoret att en matris är normal. Följande påståenden är ekvivalenta:
1. {\displaystyle A} är en normal matris
2. {\displaystyle A=U\Lambda U^{*}} för någon unitär matris {\displaystyle U} och diagonalmatris {\displaystyle \Lambda }.
3. Det finns en ortonormerad bas bestående av egenvektorer till {\displaystyle A}.
4. {\displaystyle \|Ax\|=\|A^{*}x\|} för varje vektor {\displaystyle x}
5. {\displaystyle \operatorname {tr} (A^{*}A)=\sum _{j}^{n}|\lambda _{j}|^{2}} där {\displaystyle \lambda _{j}} är egenvärdena.
6. {\displaystyle A^{*}=AU} för någon unitär matris {\displaystyle U}.